# Druhá vláda Davida Lloyd George
Druhá vláda Davida Lloyd George byla v letech 1918 až 1922 vládou Spojeného království. Vláda byla pokračováním předchozí válečné koalice Konzervativní strany, Liberální strany a labouristů; liberálové ale nyní byli na otázce podpory vlády rozděleni a v administrativě sloužila jen jejich část pod vedením Davida Lloyd George. Naprostá většina Labouristické strany vládu nepodporovala.
Lloyd George vedl za Británii vyjednávání v Paříži o uspořádání poválečné Evropy. Na domácí půdě musel kabinet čelit válce s Irskem, kterou se nakonec podařilo kompromisně ukončit vytvořením Irského svobodného státu. Postupně však začala vzrůstat animosita mezi liberály a konzervativci, která po korupčním skandálu, do nějž byl Lloyd George osobně namočený, vedla k pádu vlády v říjnu 1922.

## Politika

### Volby 1918 a vytvoření vlády
Od roku 1916 vládla Británii válečná koalice sestávající z Liberální strany, Konzervativní strany a Labouristické strany; premiérem byl liberál David Lloyd George. Během války byla široká koalice mezi radikálními liberály a konzervativci pochopitelná, 11. listopadu 1918 ale bylo podepsáno příměří, čímž se smysl pokračování spolupráce stal méně jasným. Lloyd George ale viděl v koalici příslib národní jednoty pro strukturální změnu britské společnosti. Před válkou se jako ministr financí zasadil o hluboké sociální reformy a neměl v úmyslu v tomto polevit. Konzervativci sice vnímali premiéra jako radikála, viděli v něm ale silnou osobnost, „muže, který vyhrál válku“ a pevnou hráz proti bolševismu, vzmáhajícímu se v Rusku a Německu.
Na prosinec 1918 byly vyhlášeny všeobecné volby. V nich si kandidáti koalice rozdali „koaliční kupony“, aby nekandidovali proti sobě. Naprostou většinu obdrželi členové Konzervativní strany (445), následovali Lloyd Georgeovi liberálové (145). Zbylých 24 kuponů získali podporovatelé vlády z řad labouristů a jeden nezávislý. Volby skončily drtivým vítězstvím koalice, pro kterou hlasovalo 53% voličů a obsadila 520 mandátů ze 707.

### Rozpad koalice
Během roku 1922 začaly gradovat spory mezi koaličními partnery. Přestože konzervativci drželi v Dolní sněmovně většinu, vysoký počet funkcí ve vládě zastávali liberálové. Tento stav začínal řadovým konzervativcům vadit; v říjnu provedli členové strany stojící mimo užší vedení převrat a odhlasovali odchod z koalice. V čele této vzpoury stál předseda Úřadu pro obchod Stanley Baldwin. O pár dní později Lloyd George rezignoval a bylo třeba jmenovat novou vládu. Nakonec král do úřadu premiéra jmenoval Andrewa Bonara Lawa, který v posledních letech stál mimo koalici.

## Legitimita vlády
| Vládní strana        | Hlasy ve volbách | % zisk | Mandáty v Dolní sněmovně | Křesla v kabinetu | Vůdce strany       |
| -------------------- | ---------------- | ------ | ------------------------ | ----------------- | ------------------ |
| Konzervativní strana | 4 003 848        | 38,4 % | 379/707                  | 13                | Andrew Bonar Law   |
| koaliční liberálové  | 1 318 844        | 12,6 % | 127/707                  | 9                 | David Lloyd George |
| koaliční labouristé  | 197 475          | 1,9 %  | 13/707                   | 1                 | George Barnes      |
| Vláda celkem         | 5 529 441        | 53,0 % | 520/707                  | 23                | David Lloyd George |

## Seznam členů kabinetu
Zde je uveden seznam členů mírového kabinetu, který nastoupil do úřadu 10. ledna 1919. Pro seznam členů válečného kabinetu, lterý v rámci Lloyd Georgovy vlády fungoval do tohoto data, vizte Válečná vláda Davida Lloyd George.
| Úřad                           | Člen kabinetu                | Strana               | Nástup do úřadu | Odchod z úřadu    |
| ------------------------------ | ---------------------------- | -------------------- | --------------- | ----------------- |
| Premiér                        | David Lloyd George           | Liberální strana     | 10. ledna 1919  | 19. října 1922    |
| Kancléř státní pokladny        | Austen Chamberlain           | Konzervativní strana | 10. ledna 1919  | 1. dubna 1921     |
| Kancléř státní pokladny        | Sir Robert Horne             | Konzervativní strana | 1. dubna 1921   | 19. října 1922    |
| Lord kancléř                   | Lord Birkenhead              | Konzervativní strana | 10. ledna 1919  | 19. října 1922    |
| Lord prezident Tajné rady      | Lord Curzon                  | Konzervativní strana | 10. ledna 1919  | 23. října 1919    |
| Lord prezident Tajné rady      | Arthur Balfour               | Konzervativní strana | 23. října 1919  | 19. října 1922    |
| Lord strážce pečeti            | Andrew Bonar Law             | Konzervativní strana | 10. ledna 1919  | 23. března 1921   |
| Lord strážce pečeti            | Austen Chamberlain           | Konzervativní strana | 23. března 1921 | 19. října 1922    |
| Ministr zahraničí              | Arthur Balfour               | Konzervativní strana | 23. října 1922  | 23. října 1919    |
| Ministr zahraničí              | Lord Curzon                  | Konzervativní strana | 23. října 1919  | 19. října 1922    |
| Ministr vnitra                 | Edward Shortt                | Liberální strana     | 10. ledna 1919  | 19. října 1922    |
| První lord admirality          | Walter Hume Long             | Konzervativní strana | 10. ledna 1919  | 13. února 1921    |
| První lord admirality          | Lord Lee                     | Konzervativní strana | 13. února 1921  | 19. října 1922    |
| Ministr zemědělství a rybolovu | Rowland Prothero             | Konzervativní strana | 10. ledna 1919  | 15. srpna 1919    |
| Ministr zemědělství a rybolovu | Lord Lee                     | Konzervativní strana | 15. srpna 1919  | 13. února 1921    |
| Ministr zemědělství a rybolovu | Sir Arthur Griffith-Boscawen | Konzervativní strana | 13. února 1921  | 19. října 1922    |
| Ministr letectva               | Winston Churchill            | Liberální strana     | 10. ledna 1919  | 1. dubna 1921     |
| Ministr kolonií                | Vikomt Milner                | Konzervativní strana | 10. ledna 1919  | 13. února 1921    |
| Ministr kolonií                | Winston Churchill            | Liberální strana     | 13. února 1921  | 19. října 1922    |
| Prezident Úřadu pro vzdělávání | Herbert Fisher               | Liberální strana     | 10. ledna 1919  | 19. října 1922    |
| Ministr zdravotnictví          | Christopher Addison          | Liberální strana     | 10. ledna 1919  | 1. dubna 1921     |
| Ministr zdravotnictví          | Sir Alfred Mond              | Liberální strana     | 1. dubna 1921   | 19. října 1922    |
| Ministr pro Indii              | Edwin Samuel Montagu         | Liberální strana     | 10. ledna 1919  | 19. března 1922   |
| Ministr pro Indii              | Lord Peel                    | Konzervativní strana | 19. března 1922 | 19. října 1922    |
| Hlavní tajemník pro Indii      | Ian Macpherson               | Liberální strana     | 10. ledna 1919  | 2. dubna 1920     |
| Hlavní tajemník pro Indii      | Sir Hamar Greenwood          | Liberální strana     | 2. dubna 1920   | 19. října 1922    |
| Ministr práce                  | Sir Robert Horne             | Konzervativní strana | 10. ledna 1919  | 19. března 1920   |
| Ministr práce                  | Thomas Macnamara             | Liberální strana     | 19. března 1920 | 19. října 1922    |
| Ministr bez portfeje           | Sir Eric Geddes              | Konzervativní strana | 10. ledna 1919  | 19. května 1919   |
| Ministr bez portfeje           | George Barnes                | Labouristická strana | 10. ledna 1919  | 27. ledna 1920    |
| Ministr bez portfeje           | Sir Laming Worthington-Evans | Konzervativní strana | 10. ledna 1919  | 13. února 1921    |
| Ministr bez portfeje           | Christopher Addison          | Liberální strana     | 1. dubna 1921   | 14. července 1921 |
| Ministr pro Skotsko            | Robert Munro                 | Liberální strana     | 10. ledna 1919  | 19. října 1922    |
| Předseda Úřadu pro obchod      | Sir Albert Stanley           | Konzervativní strana | 10. ledna 1919  | 26. května 1919   |
| Předseda Úřadu pro obchod      | Sir Auckland Geddes          | Konzervativní strana | 26. května 1919 | 19. března 1920   |
| Předseda Úřadu pro obchod      | Sir Robert Horne             | Konzervativní strana | 19. března 1920 | 1. dubna 1921     |
| Předseda Úřadu pro obchod      | Stanley Baldwin              | Konzervativní strana | 1. dubna 1921   | 19. října 1922    |
| Ministr dopravy                | Sir Eric Geddes              | Konzervativní strana | 19. května 1919 | 7. listopadu 1921 |
| Ministr války                  | Winston Churchill            | Liberální strana     | 10. ledna 1919  | 13. února 1921    |
| Ministr války                  | Sir Laming Worthington-Evans | Konzervativní strana | 13. února 1921  | 19. října 1922    |